# Miljevići (Gradiška)
Pour les articles homonymes, voir Miljevići.
Miljevići (en serbe cyrillique : Миљевићи) est un village de Bosnie-Herzégovine. Il est situé dans la municipalité de Gradiška et dans la république serbe de Bosnie. Selon les premiers résultats du recensement bosnien de 2013, il compte 203 habitants.

## Géographie
Miljevićci est un village situé au nord de la Bosnie-Hérzégovine, dans des collines, entre des champs et une forêt. À l'est du village se trouve le village de Romanovci, au nord celui de Srednja Jurkovica, et à l'ouest celui de Šaškinovci.

## Démographie

### Évolution historique de la population dans la localité
| 1948 | 1953 | 1961 | 1971 | 1981 | 1991 | 2013 |
| ---- | ---- | ---- | ---- | ---- | ---- | ---- |
| -    | -    | 386  | 332  | 304  | 237  | 203  |

|  |